# Кастело Кабиальо
Кастѐло Кабиа̀льо (на италиански: Castello Cabiaglio; на ломбардски: Cabièj, Кабией) е село и община в Северна Италия, провинция Варезе, регион Ломбардия. Разположено е на 514 m надморска височина. Населението на общината е 588 души (към 2017 г.).